# 地蔵川橋
地蔵川橋（じぞうがわはし）は、福島県相馬市、相馬郡新地町を流れる二級水系地蔵川に架かる橋梁の名称であり、同名のものが複数存在する。

## 国道113号
相馬バイパス (国道113号)#地蔵川橋を参照。

## 福島県道394号相馬新地線
- 全長：27m
- 幅員：10m
- 竣工：1964年

地蔵川側道橋
- 全長：35.3m
- 幅員：3m
- 竣工：1992年

相馬市塚部字益田から字内城に跨る。北詰は福島県道272号原釜椎木線と交差する塚部交差点が設置されている。歩行者安全性向上のため1992年に歩行者用側道橋が建設された。